# Weda
Pour les articles homonymes, voir Weda (homonymie).

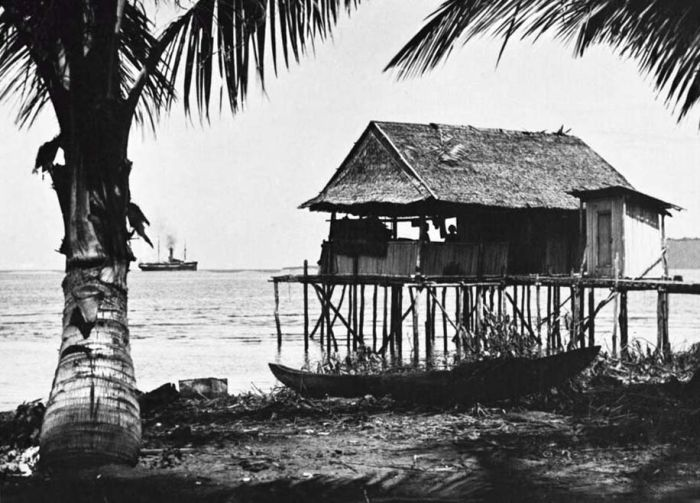
Maison sur pilotis en bord de mer à Weda (1905-1914)

Weda est un kecamatan (district) du kabupaten (département) de Halmahera central, dans la province indonésienne des Moluques du Nord.
En 2002, le gouvernement indonésien a promulgué une loi dont une des conséquences sera le déménagement du chef-lieu du kabupaten, auparavant Soasiu sur l'île de Tidore, à Weda. La construction des nouveaux bâtiments administratifs est en cours.

## Langues
Les deux langues locales à Weda sont :
- Le sawai, qui appartient à la branche malayo-polynésienne de la famille des langues austronésiennes,
- Le tobelo, qui est une langue de la branche dite "nord halmaherienne" de la famille des langues papoues occidentales.

## Tourisme
Parmi les attractions du district, on trouve la grotte de Bokimaruru et les lacs de Nusliko et Khuleyevo.

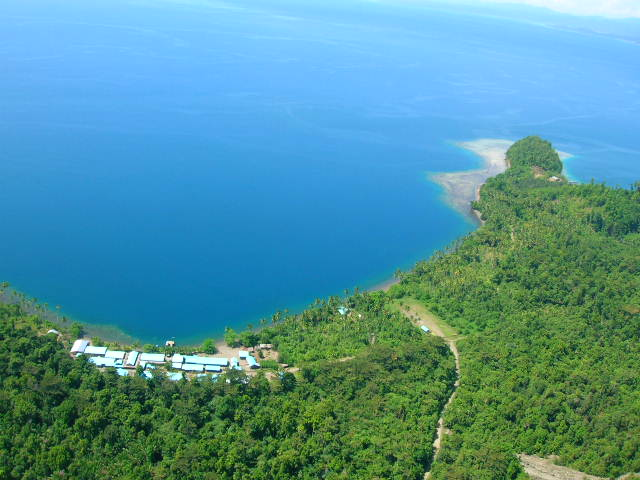
Le site d'Eramet à Weda

## Économie
PT Weda Bay Nickel, une société détenue à 90 % par le groupe minier français Eramet et à 10 % par la société minière d'État indonésienne PT Aneka Tambang, prévoit d'investir 2 milliards de dollars américains pour développer une mine de nickel dans la baie de Weda. La production pourrait atteindre jusqu'à 60 000 tonnes de nickel et 4 000 tonnes de cobalt annuellement.
Weda Bay Nickel fait partie des 13 compagnies minières qui bénéficient d'une peraturan pemerintah ("règlementation gouvernementale") de 2004, émise sous la présidence de Megawati Soekarnoputri, et permettant de poursuivre des opérations minières dans des forêts protégées.
En 2009, Mitsubishi Corporation, premier investisseur japonais en Indonésie, est entré dans le capital de Strand Minerals, une société singapourienne qui détient 90 % de PT Weda Bay. En 2011, ç'a été le tour de Pacific Metals Co. Ltd, premier producteur japonais de ferronickel. L'actionnariat de Strand Minerals est désormais le suivant : Eramet 66,6 %, Mitsubishi 30 % et Pacific Metal 3,4 %.
Cependant l'incertitude provenant du gouvernement indonésien, en particulier concernant la taxation de la valeur ajoutée, ainsi que la faiblesse de la demande amènent Eramet à reporter le projet en 2014, engageant une dépréciation de €224 million ($308 million),.
Le 3 juillet 2014, Eramet a annoncé que la décision d'investissement dans le projet pourrait être ajournée jusqu'à la mi-2017.
Le 9 mai 2015, PT Teka Mining Resources, détenue par la société minière indonésienne PT Tekindo Mining Lestari et le groupe chinois Fujian Wugang Group, a annoncé qu'elle construirait une fonderie à Weda d'une capacité de production de 900 000 tonnes annuelles de ferronickel. L'investissement se monterait à 1,2 milliard de dollars.